# Kostel svatého Vavřince (Malhostovice)
Filiální kostel svatého Vavřince se nachází v obci Malhostovice, okres Brno-venkov. Z hlediska církevní správy přísluší k farnosti Drásov, Děkanství tišnovské. Je chráněn jako kulturní památka České republiky.

## Historie
Kostel se poprvé připomíná v zápise z 20. února 1407. Založen byl však pravděpodobně již ve 13. století, nejpozději na přelomu 13. a 14. století. Tehdy byly paní Anně, vdově po Jaroslavovi ze Šelmberka, přisouzeny za jejího sporu s Vilémem z Kunštátu a z Loučky určité platy na usedlostech ve „světské“, šlechtické části Malhostovic, přičemž je zde výslovně uvedeno, že se rozhodnutí zemského soudu nevztahuje na biskupskou část (Malhostovice byly tehdy vlastnicky rozděleny), tedy na kostel. Musel zde tedy stát ještě před tímto datem, a to v části náležící olomouckým biskupům. Ti jako zakladatelé a patroni, kteří fundaci vybavili pozemkovým majetkem a dalšími hmotnými užitky, nezbytnými pro provoz farní správy, zodpovídali také za další zajištění a provoz fary s kostelem. Náležela jim proto i určitá zakladatelská práva, zejména tzv. právo patronátní, tedy výsada vybírat na chod poplatky. Z doby původního středověkého kostela se do dnešních dní dochovalo pouze gotické sanktuárium. Přibližně do roku 1590 býval kostelem farním. K raně gotickému jádru (presbytář a loď kostela), byla přistavěna v posledním desetiletí 15. století pozdně gotická sakristie.
Po třicetileté válce byl kostel v tragickém stavu. Pro nedostatek kněží byla zdejší farnost spravována v letech 1658 až 1707 až z více než 10 km vzdálené Lomnice. Po zřízení lokálního kaplanství v Čebíně přešly Malhostovice i s kostelem pod jeho správu. Oživení církevní správy ve zdejším kraji přinesl až vznik brněnského biskupství v roce 1777. Do desíti let bylo zřízeno lokální kaplanství po dlouhodobém neobsazení fary i v Drásově a Malhostovice byly připojeny pod jeho správu, v níž jsou doposud. Příčinou chátrání budovy kostela však byl i ten, že byl postaven na velmi vlhké půdě s vysokou hladinou podzemní vody, což zhoubně působilo na stěny i vnitřní zařízení.
Kostel byl obklopen hřbitovem s dřevěnou zvonicí, která však roku 1763 po zásahu bleskem vyhořela a následně i obnovena z tvrdého materiálu. Ovšem v roce 1832 byl hřbitov přesunut od kostela za vesnici, na místo dnešního památníku obětí 2. světové války, neboť právě kvůli podzemní vodě hrozila její otrava a epidemie cholery, která se po okolí rozšířila. V Malhostovicích ale nikdy nepropukla. V té době byl však původní kostel ve zcela dezolátním stavu, vyžadoval stále nových oprav a kapacitně nevyhovoval (obec měla již v té době přes 550 obyvatel), a tak duchovní správce P. Josef Fetter navrhl výstavbu kostela nového. Celková cena nové budovy se vyšplhala nakonec na 1 285 zlatých a 39 krejcarů, přičemž z toho 169 zlatých sehnali místní. I přes námitky hraběte Viléma Mitrovského, že částka je směšně nízká, nakonec návrh prošel. Roku 1834 byl položen základní kámen a 28. června roku následujícího byl nový kostel vysvěcen. Celkové vybavení kostela zahrnující svícny, zdobené lavice a kazatelnu 568 zlatých. P. Fletter prý vyprosil hlavní oltář ze zábrdovického kostela, přičemž v něm byl nalezen lístek s nápisem "Frant. Maltz. Tischler zu Muglite 1733", přičemž jmenovaný byl nejspíš příbuzný barokního sochaře Severina Tischlera. Při rušení tohoto, značně poškozeného, oltáře Národní památkový ústav naznal, že se již konzervací nelze zachránit a že zvláštní uměleckou hodnotou nevyniká. Bylo pouze nařízeno konzervovat andělíčky, jež se nachází v kostele dodnes, a pozdně gotickou sošku Panny Marie.
Po zrekvírování zvonů během 1. světové války (dva zvony) a posléze i 2. světové války (všechny čtyři zvony) jsou nyní na věži tři zvony: Umíráček (1943, 60 kg) z náhradního kovu, Sv. Vavřinec (1959, 532 kg, tón a1), Panna Maria (1959, 260 kg, tón c2).

## Vnitřní vybavení
Obětní oltář zhotovil v roce 2004 malhostovický stolař Jaroslav Hoblinka Koláček. Hlavní oltář, podle původního "Franta Moltz Tischler zu Miiglitz 1733" s prastarou soškou Panny Marie s Ježíškem (darovaného z kostela v Brně-Zábrdovicích), vyrobil v roce 1926 Bohumil Bek z Kutné Hory. Varhany pochází od varhanního mistra Svítila z Nového Města (1856), kostelní lavice z roku 1992 od Josefa Sedláčka z Malhostovic, mramorová křtitelnice z roku 1904. Obraz patrona kostela sv. Vavřince nad hlavním oltářem vytvořil brněnský malíř Šťastný (1858), boční oltář s obrazem sv. Cyrila a Metoděje je od malíře Josefa Zeleného z Brna (1863). Obrazy Křížové cesty malované na plechu pochází asi od otce akademického malíře Norberta Pokorného z Tišnova. Na kazatelně jsou vyobrazeni čtyři evangelisté – Matouš, Marek, Lukáš a Jan. Nad hlavním vchodem je umístěn obraz Panny Marie a sv. Šebestiána, který maloval Norbert Pokorný (1910). U zadního vchodu je obraz sv. Františka z Assisi. Poutní socha Pany Marie pochází od brněnského sochaře Františka Danii z roku 1905, v chrámu je také socha sv. Barbory a sádrové sochy Božského Srdce Páně 1916, Krista Vykupitele, sv. Antonína a sv. Terezičky od Ježíše. Betlém z roku 1939 se šesti sádrovými sochami a voskovým jezulátkem pochází z drásovského kostela.
O vysoké řemeslné úrovni středověké architektury vypovídá, napravo od oltáře ve zdi umístěná, kamenná schránka na úschovu nádoby s hostiemi (sanktuárium). Je to schránka ve tvaru hranolové niky opatřená závěsy na dvířka, nad nimiž se zvedá štít ve tvaru oslího hřbetu, zakončený pisánským křížem.